# Qualifications pour le tournoi masculin de volley-ball (indoor) aux Jeux olympiques d'été de 2012
Pour un article plus général, voir Volley-ball (indoor) aux Jeux olympiques d'été de 2012.
12 équipes se qualifient pour le tournoi masculin de volleyball des Jeux olympiques d'été de 2012 au terme du processus de qualification

## Résumé
Les compétitions permettant aux équipes à se qualifier pour les jeux olympiques sont :
| Compétition                                         | Date                          | Lieu       | Equipes qualifiées    |
| --------------------------------------------------- | ----------------------------- | ---------- | --------------------- |
| Pays hôte                                           | Pays hôte                     | Pays hôte  | Grande-Bretagne       |
| Coupe du monde 2011                                 | 20 novembre - 4 décembre 2011 | Japon      | Russie Pologne Brésil |
| Tournoi olympique de qualification Afrique          | 17 - 21 janvier 2012          | Cameroun   | Tunisie               |
| Tournoi olympique de qualification Amérique du Nord | 7 - 12 mai 2012               | États-Unis | États-Unis            |
| Tournoi olympique de qualification Europe           | 8 - 13 mai 2012               | Bulgarie   | Italie                |
| Tournoi olympique de qualification Amérique du Sud  | 11 - 13 mai 2012              | Argentine  | Argentine             |
| Tournoi olympique de qualification Asie             | 2 - 10 juin 2012              | Japon      | Australie             |
| Tournois de qualification olympique internationaux  | 2 - 10 juin 2012              | Japon      | Serbie                |
| Tournois de qualification olympique internationaux  | 8 - 10 juin 2012              | Bulgarie   | Bulgarie              |
| Tournois de qualification olympique internationaux  | 8 - 10 juin 2012              | Allemagne  | Allemagne             |

## Coupe du monde
- Date :  20 novembre 2011 - 4 décembre 2011
- Lieu :   Japon
- Qualifiés :   Russie,  Pologne,  Brésil

| Rang               | Équipe     |
| ------------------ | ---------- |
| Médaille d'or      | Russie     |
| Médaille d'argent  | Pologne    |
| Médaille de bronze | Brésil     |
| 4e                 | Italie     |
| 5e                 | Cuba       |
| 6e                 | États-Unis |
| 7e                 | Argentine  |
| 8e                 | Serbie     |
| 9e                 | Iran       |
| 10e                | Japon      |
| 11e                | Chine      |
| 12e                | Égypte     |

## Qualifications continentales

### Afrique
- Date :  17 janvier 2012 - 21 janvier 2012
- Lieu :   Yaoundé
- Qualifié :   Tunisie

| Rang | Équipe   |
| ---- | -------- |
| 1er  | Tunisie  |
| 2e   | Égypte   |
| 3e   | Cameroun |
| 4e   | Algérie  |
| 5e   | Ghana    |

### Amérique du Nord
- Date :  7 mai 2012 - 12 mai 2012
- Lieu :   Long Beach
- Qualifié :   États-Unis

| Rang | Nation            |
| ---- | ----------------- |
| 1er  | États-Unis        |
| 2e   | Canada            |
| 3e   | Cuba              |
| 4e   | Porto Rico        |
| 5e   | Mexique           |
| 6e   | Rép. Dominicaine  |
| 7e   | Trinité-et-Tobago |
| 8e   | Costa Rica        |

### Amérique du Sud
- Date :  11 mai 2012 - 13 mai 2012
- Lieu :   Buenos Aires
- Qualifié :   Argentine

| Rang | Nation    |
| ---- | --------- |
| 1er  | Argentine |
| 2e   | Colombie  |
| 3e   | Venezuela |
| 4e   | Chili     |

### Asie
Le tournoi de qualification olympique asiatique se déroule avec le tournoi de qualification olympique international n°1 au Japon.
- Date :  2 juin 2012 - 10 juin 2012
- Lieu :   Tokyo
- Qualifié :   Australie

| Rang | Équipe       |
| ---- | ------------ |
| 2e   | Australie    |
| 3e   | Iran         |
| 4e   | Japon        |
| 5e   | Chine        |
| 6e   | Corée du Sud |

### Europe
Les qualifications olympiques européennes réunissent 31 nations et se déroulent entre le 13 août 2011 et le 13 mai 2012. À l'issue de celles-ci, une équipe obtiendra son ticket pour les Jeux.
- Date :  8 mai 2012 - 13 mai 2012
- Lieu :   Sofia
- Qualifié :   Italie

| Rang | Équipe    |
| ---- | --------- |
| 1er  | Italie    |
| 2e   | Allemagne |
| 3e   | Bulgarie  |
| 3e   | Serbie    |
| 5e   | Espagne   |
| 5e   | Slovaquie |
| 5e   | Finlande  |
| 5e   | Slovénie  |

## Qualifications internationales

### Tournoi 1
Il est incorporé au tournoi de qualifications continentales de la zone Asie, le vainqueur ainsi que la meilleure équipe asiatique sont qualifiés pour les Jeux olympiques d'été de 2012.
- Date :  2 juin 2012 - 10 juin 2012
- Lieu :   Tokyo
- Qualifié :   Serbie

| Rang | Équipe       |
| ---- | ------------ |
| 1er  | Serbie       |
| 2e   | Australie    |
| 3e   | Iran         |
| 4e   | Japon        |
| 5e   | Chine        |
| 6e   | Corée du Sud |
| 7e   | Venezuela    |
| 8e   | Porto Rico   |

### Tournoi 2
- Date :  8 juin 2012 - 10 juin 2012
- Lieu :   Sofia
- Qualifié :   Bulgarie

| Rang | Équipe   |
| ---- | -------- |
| 1er  | Bulgarie |
| 2e   | France   |
| 3e   | Égypte   |
| 4e   | Pakistan |

### Tournoi 3
- Date :  8 juin 2012 - 10 juin 2012
- Lieu :   Berlin
- Qualifié :   Allemagne

| Rang | Équipe    |
| ---- | --------- |
| 1er  | Allemagne |
| 2e   | Cuba      |
| 3e   | Tchéquie  |
| 4e   | Inde      |

## Réattribution des places non utilisées

### Pays hôte
Dans le cas où le pays hôte renoncerait à sa place qualificative, un tournoi serait organisé entre les quatre meilleures équipes des tournois de qualification internationaux en juin 2012.

### Autres compétitions
Pour toutes les compétitions qualificatives, si un pays renonce à sa place, le pays suivant au classement de la compétition reçoit la place laissée vacante.